# Tianhe
Tianhe is een van de tien districten van de stad Guangzhou in de provincie Guangdong in China. In het westen grenst het district aan Yuexiu, in het noorden aan Baiyun, in het oosten aan Huangpu en in het zuiden aan Haizhu, van dit laatste district gescheiden door de Parelrivier.
Tianhe is een arrondissement sinds 1985. Er zijn universiteiten in Tianhe. Het belangrijke spoorwegstation Guangzhou Oost ligt in Tianhe op het traject van het centrum van Guangzhou naar Shenzhen en vandaar naar Hongkong. Tot de bezienswaardigheden behoren het Tianhestadion, een belangrijk voetbalstadion, en de nabijgelegen hoogbouw van het CITIC Plaza. Ook Wushan, waar het werkkamp Cencun Heropvoeding door werk werd gevestigd, ligt in Tianhe.
Het district is de locatie geworden van het in het begin van de eenentwintigste eeuw ontwikkelde nieuwe central business district van Guangzhou, Zhujiang New Town, met als een van de in het oog springende onderdelen de Guangzhou Twin Towers.